# Acmella filipes
Acmella filipes là một loài thực vật có hoa trong họ Cúc. Loài này được (Greenm.) R.K.Jansen mô tả khoa học đầu tiên năm 1985.